# لهجه یزدی
گویش یزدی گویشی از زبان فارسی است که در استان یزد استفاده می‌شود. مردم بومی استان یزد به استثنای زرتشتیان و یهودیان یزد و مردم شهرستان های خاتم و ابرکوه به زبان فارسی با لهجه یزدی تکلم می‌کنند. خصوصیت اصلی گویش یزدی و تفاوت عمده آن با فارسی معیار بجز تفاوت آوایی و واژگانی، در تکیه و آهنگ کلام است‌.

## واژگان
زبانشناسان، لهجه های (نیم زبان ها) جدید ایرانی را به دو دسته باختری و خاوری تقسیم کرده اند که لهجه یزدی جزء نیم زبان‌های مرکزی دسته غربی است که در بخش غربی فلات ایران تا حدود مرزهای عراق رواج دارد. در لهجه یزدی آثار دیرینگی و آمیختگی کمتر با زبان عربی دیده میشود عناصری از گفتار های غربی ایران در یزدی دیده می شود.
| یزدی | هجی کردن | کُردی | فارسی     | یزدی | هجی کردن | کُردی | فارسی   |
| ---- | -------- | ---- | --------- | ---- | -------- | ---- | ------- |
| آرا  | Ara      | آرا  | آرایش     | سور  | Sur      | سور  | جشن.سور |
| کَش   | Kash     | کَش   | کنار.پهلو | اِسَخ  | Esakh    | اِسَخ  | استخر   |
| کَهره | Kahrae   | کری  | بزغاله    | اولَه | Uwla     | آوله | آبله    |
| بِجُم  | Bejum    | بِجِم  | بجنب      | جَدَه  | Jade     | جَدِه  | جاده    |
| دیه  | Dya      | دیی  | دیگر      | شوم  | Shom     | شوم  | شام     |
| قن   | Ghan     | قَن   | قند       | هِشتی | Heshti   | هِشتت | گذاشتی  |

وجود زبان زرتشتیان ساکن یزد، به عنوان یکی از قدیمی ترین ساکنان سرزمین سبب اصالت واژگان و ادبیات یزدی شده است. زرتشتیان استان یزد در میان خود،به زبان نیاکانشان سخن میگویند.«این زبان که اصالتا زبان مادری برای بهدینان ایرانی محسوب می شود و از دیرباز با فارسی همزیستی داشته است، هم دارای فهرست درازی از واژه‌ها با بار معنایی و فرهنگی و ساخت آوایی متمایز است و هم در عین حال مفاهیم آن محل برخورد دو زبان و در نتیجه آزمایشگاهی زنده برای بررسی داد و س آنهاست.»
بعضی از واژه های خاص :
تُرُش بالا  = آبکش
خَش = خوب، (دگر یافته) خوش
بُوز = زنبور
کَلّه = سَر

## منبع
1. ↑  ارانسکی،یوسیف.م؛زبانهای ایرانی، ترجمه: علی اشرف صادقی، تهران: سخن :1378.
2. ↑  مزداپور. واژه نامه گویش بهدینان شهر یزد 1374 : مقدمه.
3. ↑  ویژگی‌های واجی مشترک گونه‌های زبانی رایج در ۱۰ روستای استان یزد [پیوند مرده]